# گیش‌ماهیان
گیش ماهیان (به انگلیسی: Carangidea) از لحاظ اکولوژی و اقتصادی دارای اهمیت می‌باشند و از طرفی گستره بزرگی از گونه‌های گوناگون را تشکیل می‌دهند. در جهان ۱۴۰ گونه شناخته شده است و همگی آبزی هستند و طبق تحقیقاتی که در بررسی این خانواده‌ها بعمل آمده است، این خانواده دارای ۴ زیر خانواده می‌باشند که عبارتند از: Carangini , Naucratini, Trachionotini ,Scomberoidini. در پژوهش‌های انجام شده تعداد گونه‌های این خانواده ۴۵ گونه معرفی شده است. همواره رده‌بندی گونه‌های این خانواده با مشکلاتی همراه بوده است که دلیل آن طیف بزرگ ویژگی‌های این خانواده می‌باشد.
بیشتر گونه‌ها به ویژه انواع جوان در مصبها و آب‌های لب شور یافت شده و بعضی نیز اقیانوسی بوده و دور از ساحل زندگی می‌کنند. این خانواده شکارچی و گوشتخوار می‌باشند. و از سخت پوستان و ماهی‌ها تغذیه می‌کنند.
بدن آن‌ها متفاوت است از دوکی تا بدنی از دو طرف فشرده دارای دو باله پشتی هستند که ممکن است خار دار باشد و باله پشتی دوم بدون خار باشد. باله مخرجی تا ساقه دمی ادامه می‌یابد در ابتدای باله مخرجی دو خار دیده می‌شود. خط جانبی کامل است. دهان ابتدایی است همگی تخم‌گذار هستند و همچنین همگی گوشتخوار هستند و گروهی زندگی می‌کنند.
بررسی مرفولوژیک و مریستیک به کمک نمودارهای همبستگی بر روی جنس‌های حلوا سیاه (Parastromateus) (۹۶ نمونه)، گیش شکم شیاری (Atropus) (۶۷ نمونه)، گیش می‌گویی (Alepes) (۷۰ نمونه)، سارم (Scomberoides) (۶۹ نمونه)، گیش ریز (Caranx) (۶۲ نمونه)، گیش خال سفید (Carangoides) (۱۰۴ نمونه) و پرستو هندی (Trachionotus) (۶۷ نمونه)، در محدوده زمانی اسفند ماه ۱۳۸۲ تا اواخر بهمن ماه ۱۳۸۳ که به وسیلهٔ تور ترال کف کشتی‌ها فردوسی ۱ و لاور ۲ در خلیج فارس جمع‌آوری گردید، انجام گرفت. نتایج نشان داد که نمونه‌ها از هم جدا و متعلق به هفت جنس مختلف می‌باشند و جنس حلوا سیاه به‌طور یقین در این خانواده قرار دارد و رابطه خویشاوندی خود را با این خانواده حفظ نموده است.
معرفی برخی از گونه‌های این خانواده:
- مقوا گوژپشت
- گیش می‌گویی
- کتو
- گیش شکم‌شیاری
- گیش هندی
- گیش خال سفید
- گیش بال افشان
- گیش خط زرد
- گیش ریز
- حلوا سیاه[۱][۲][۳]